# Grounds for Marriage
Grounds for Marriage is een Amerikaanse muziekfilm uit 1951 onder regie van Robert Z. Leonard. Destijds werd de film in Nederland uitgebracht onder de titel Mijn man is verloofd.

## Verhaal
Dokter Lincoln I. Bartlett was ooit getrouwd met de operazangeres Ina Massine. Na het wegebben van de hartstocht, zijn ze uit elkaar gegaan. Ze komen echter al vlug tot de vaststelling dat ze niet meer kunnen leven zonder elkaar.

## Rolverdeling
| Acteur             | Personage                 |
| ------------------ | ------------------------- |
| Van Johnson        | Dr. Lincoln I. Bartlett   |
| Kathryn Grayson    | Ina Massine               |
| Paula Raymond      | Agnes Oglethorpe Young    |
| Barry Sullivan     | Chris Bartlett            |
| Reginald Owen      | Dely Delacorte            |
| Lewis Stone        | Dr. Carleton Radwin Young |
| Richard Hageman    | Dr. Engelstaat            |
| Richard Anderson   | Tommy                     |
| Paula Drew         | Helen                     |
| Victor Desny       | Graaf de Beaugard         |
| Theresa Harris     | Stella                    |
| Robert Sherwood    | Petie                     |
| Elizabeth Flournoy | Brevarde                  |
| Torben Meyer       | Donovan                   |
| Pat Williams       | Bureauchef                |